# Riserva naturale Rovine di Circe
La riserva naturale Rovine di Circe è un'area naturale protetta istituita nel 1971.
Occupa una superficie di 46 ha nella provincia di Latina all'interno del Parco Nazionale del Circeo. Da vedere la Villa di Domiziano.